# Satoši Išii
Satoši Išii (* 19. prosince 1986 Ibaraki, Japonsko) je japonský zápasník–judista, olympijský vítěz z roku 2008 a bojovník smíšených bojových umění (MMA). Od roku 2009 profesionál.

## Sportovní kariéra
S judem začínal v 10 letech. Vrcholově se připravoval na tokijské univerzitě Kokušikan. Jeho osobním trenérem byl Hitoši Saitó. V japonské seniorské reprezentaci se pohyboval od roku 2005. V roce 2006 vyhrál prestižní japonské mistrovství bez rozdílu vah. V roce 2008 získal druhý titul mistra japonska bez rozdílu vah, kterým si zajistil nominaci na olympijské hry v Pekingu. Do Pekingu přijel velmi dobře připraven, od prvního kola potvrzoval formu, ve čtvrtfinále si takticky pohlídal jednoho z favoritů Tamerlana Tmenova z Ruska. Ve finále porazil Uzbeka Abdulla Tangrieva a vybojoval zlatou olympijskou medaili. Po olympijských hrách avizoval přechod k profesionálům.
V roce 2011 avizoval snahu získat americké občanství a reprezentovat Spojené státy na olympijských hrách. Z tohoto plánu nakonec sešlo.
Satoši Išii byl levoruký judista s osobní technikou o-uči-gari, kterou doplňoval výborným bojem na zemi. Nebyl typickým představitelem japonského juda ve srovnání s Kóseiem Inouem nebo Keidži Suzukim. Jeho příprava spočívala podobně jako u západních judistů hodinami strávenými v posilovně. Na bench-pressi zvedal přes 200 kg.

### Výsledky

#### Váhové kategorie
| Turnaj               | 2004           | 2005           | 2006           | 2007  | 2008  |
| Turnaj               | 18             | 19             | 20             | 21    | 22    |
| Turnaj               | polotěžká váha | polotěžká váha | polotěžká váha | těžká | těžká |
| -------------------- | -------------- | -------------- | -------------- | ----- | ----- |
| Olympijské hry       | —              |                |                |       | 1.    |
| Mistrovství světa    |                | —              |                | —     |       |
| Asijské hry          |                |                | 2.             |       |       |
| Mistrovství Asie     | —              | —              |                | —     | —     |
| Mistrovství Japonska | ?              | 3.             | 3.             | —     | —     |
| MS juniorů           | 1.             |                |                |       |       |

### Bez rozdílu vah
| Turnaj               | 2004 | 2005 | 2006 | 2007 | 2008 |
| Turnaj               | 18   | 19   | 20   | 21   | 22   |
| -------------------- | ---- | ---- | ---- | ---- | ---- |
| Mistrovství světa    |      | —    |      | —    |      |
| Asijské hry          |      |      | —    |      |      |
| Mistrovství Asie     | —    | —    |      | —    | —    |
| Mistrovství Japonska | ?    | ?    | 1.   | 2.   | 1.   |

## MMA kariéra
Od roku 2008 vyjednával podpis smlouvy s některou z profesionálních MMA organizací. Jeho cílem bylo podepsat smlouvu s americkou Ultimate Fighting Championship. V roce 2009 odjel na Floridu, kde trénoval mixed martial arts v klubu American Top Team. V roce 2015 se utkal s českým bojovníkem Jiřím Procházkou.

## MMA výsledky

### Profesionální kariéra
| Výsledek | Bilance | Soupeř                     | Metoda                       | Událost                                                | Datum             | Kolo | Čas  | Místo                                             | Poznámka                                         |
| -------- | ------- | -------------------------- | ---------------------------- | ------------------------------------------------------ | ----------------- | ---- | ---- | ------------------------------------------------- | ------------------------------------------------ |
| Prohra   | 25–13–1 | Danilo Marques             | Na body (jednomyslně)        | PFL 8 (2023)                                           | 18. srpen 2023    | 3    | 5:00 | New York City, New York, Spojené státy americké   |                                                  |
| Výhra    | 25–12–1 | Charlie Milner             | TKO (údery)                  | FNC 6                                                  | 17. červen 2022   | 1    | 0:40 | Karlovac, Chorvatsko                              |                                                  |
| Výhra    | 24–12–1 | Pietro Cappelli            | Donucení (north-south choke) | EMC 7                                                  | 3. červenec 2021  | 1    | 2:41 | Ratingen, Německo                                 |                                                  |
| Prohra   | 23–12–1 | Stuart Austin              | Na body (jednomyslně)        | EMC 5                                                  | 5. září 2020      | 3    | 5:00 | Düsseldorf, Německo                               | O titul organizace EMC v těžké váze.             |
| Výhra    | 23–11–1 | Cleber Souza               | Donucení (armlock)           | HEAT 46                                                | 19. leden 2020    | 1    | 3:24 | Tokio, Japonsko                                   | O titul organizace HEAT v těžké váze.            |
| Prohra   | 22–11–1 | Jake Heun                  | TKO (údery)                  | Rizin 20                                               | 31. prosince 2019 | 1    | 1:18 | Saitama, Japonsko                                 |                                                  |
| Prohra   | 22–10–1 | Denis Goltsov              | Na body (majority)           | PFL 9                                                  | 31. říjen 2019    | 2    | 5:00 | Las Vegas, Nevada, Spojené státy americké         |                                                  |
| Prohra   | 22–9–1  | Jared Rosholt              | Na body (jednomyslně)        | PFL 6                                                  | 8. srpen 2019     | 3    | 5:00 | Atlantic City, New Jersey, Spojené státy americké |                                                  |
| Výhra    | 22–8–1  | Zeke Tuinei Wily           | Na body (split)              | PFL 3                                                  | 6. červen 2019    | 3    | 5:00 | New York, Spojené státy americké                  |                                                  |
| Výhra    | 21–8–1  | Fernando Rodrigues Jr.     | Na body (split)              | KSW 47: The X-Warriors                                 | 23. březen 2019   | 3    | 5:00 | Lodž, Polsko                                      |                                                  |
| Výhra    | 20–8–1  | Cally Gibrainn de Oliveira | Donucení (armlock)           | HEAT 44                                                | 2. březen 2019    | 2    | 3:54 | Nagoja, Japonsko                                  | Stal se šampionem organizace HEAT v těžké váze.  |
| Výhra    | 19–8–1  | Rodrigo Carlos             | TKO (údery)                  | Serbian Battle Championship 20                         | 16. únor 2019     | 1    | 1:42 | Sombor, Srbsko                                    | Obhajoba titulu organizace SBC v těžké váze.     |
| Výhra    | 18–8–1  | Tony Lopez                 | Donucení (leg scissor choke) | Serbian Battle Championship 19                         | 1. prosinec 2018  | 1    | 4:42 | Novi Sad, Srbsko                                  | Zisk volného titulu organizace SBC v těžké váze. |
| Výhra    | 17–8–1  | Rokas Stambrauskas         | Donucení (leg scissor choke) | German MMMA Championship 17                            | 13. říjen 2018    | 1    | 4:43 | Düsseldorf, Německo                               |                                                  |
| Výhra    | 16–8–1  | Björn Schmiedeberg         | Donucení (kimura)            | Final Fight Championship 30                            | 21. říjen 2017    | 1    | 2:36 | Linec, Rakousko                                   |                                                  |
| Prohra   | 15–8–1  | Ivan Shtyrkov              | TKO (údery)                  | RCC Boxing Promotions: Russia vs Japan                 | 9. červenec 2017  | 2    | 3:43 | Jekatěrinburg, Rusko                              |                                                  |
| Výhra    | 15–7–1  | Heath Herring              | Na body (jednomyslně)        | Rizin 2017 in Yokohama: Sakura                         | 16. duben 2017    | 2    | 5:00 | Jokohama, Japonsko                                |                                                  |
| Prohra   | 14–7–1  | Muhammed Lawal             | Na body (jednomyslně)        | Bellator 169                                           | 16. prosinec 2016 | 3    | 5:00 | Dublin, Irsko                                     |                                                  |
| Prohra   | 14–6–1  | Quinton Jackson            | Na body (split)              | Bellator 157: Dynamite 2                               | 24. červen 2016   | 3    | 5:00 | St. Louis, Missouri, Spojené státy americké       | Zápas se odehrál ve váze do 102 kg.              |
| Prohra   | 14–5–1  | Jiří Procházka             | KO (kop na hlavu a kolena)   | Rizin Fighting Federation: Saraba no Utake             | 29. prosinec 2015 | 1    | 1:36 | Saitama, Japonsko                                 |                                                  |
| Výhra    | 14–4–1  | Will Penn                  | Donucení (rear-naked choke)  | Inoki Genome Fight 4                                   | 29. srpen 2015    | 1    | 3:07 | Tokio, Japonsko                                   |                                                  |
| Výhra    | 13–4–1  | Nick Rossborough           | Donucení (kimura)            | Inoki Genome Fight 3                                   | 11. duben 2015    | 1    | 4:22 | Tokio, Japonsko                                   |                                                  |
| Prohra   | 12–4–1  | Mirko Cro Cop              | TKO (kop na hlavu a údery)   | Inoki Bom-Ba-Ye 2014                                   | 31. prosinec 2014 | 2    | 5:00 | Tokio, Japonsko                                   | O titul organizae IGF.                           |
| Prohra   | 12–3–1  | Mirko Cro Cop              | TKO (doctor stoppage)        | Inoki Genome Fight 2                                   | 23. srpen 2014    | 2    | 2:37 | Tokio, Japonsko                                   | Ztráta titulu organizace IGF.                    |
| Výhra    | 12–2–1  | Philip De Fries            | Na body (jednomyslně)        | Inoki Genome Fight 1                                   | 5. duben 2014     | 2    | 5:00 | Tokio, Japonsko                                   | Zápas nebyl o titul.                             |
| Výhra    | 11–2–1  | Kazuyuki Fujita            | Na body (jednomyslně)        | Inoki Bom-Ba-Ye 2013                                   | 31. prosinec 2013 | 3    | 5:00 | Tokio, Japonsko                                   | Stal se šampionem organizace IGF.                |
| Výhra    | 10–2–1  | Jeff Monson                | Na body (majority)           | M-1 Challenge 42                                       | 20. říjen 2013    | 3    | 5:00 | Petrohrad, Rusko                                  |                                                  |
| Výhra    | 9–2–1   | Clayton Jones              | TKO (údery)                  | IGF: GENOME 27                                         | 20. červenec 2013 | 1    | 0:35 | Ósaka, Japonsko                                   |                                                  |
| Výhra    | 8–2–1   | Pedro Rizzo                | Na body (jednomyslně)        | IGF: GENOME 26                                         | 26. květen 2013   | 3    | 5:00 | Tokio, Japonsko                                   |                                                  |
| Výhra    | 7–2–1   | Kerry Schall               | Donucení (armbar)            | IGF: GENOME 25                                         | 20. březen 2013   | 1    | 2:43 | Fukuoka, Japonsko                                 |                                                  |
| Výhra    | 6–2–1   | Sean McCorkle              | Donucení (kimura)            | IGF: GENOME 24                                         | 23. únor 2013     | 1    | 2:41 | Tokio, Japonsko                                   |                                                  |
| Výhra    | 5–2–1   | Tim Sylvia                 | Na body (jednomyslně)        | Inoki-Bom-Ba-Ye 2012                                   | 31. prosinec 2012 | 3    | 5:00 | Tokio, Japonsko                                   |                                                  |
| Prohra   | 4–2–1   | Fjodor Jemeljaněnko        | KO (údery)                   | Fight For Japan: Genki Desu Ka Omisoka 2011            | 31. prosinec 2011 | 1    | 2:29 | Saitama, Japonsko                                 | Návrat do těžké váhy.                            |
| Remíza   | 4–1–1   | Paulo Filho                | Nerozhodně                   | Amazon Forest Combat 1                                 | 14. září 2011     | 3    | 5:00 | Manaus, Brazílie                                  | Debut v polotěžké váze.                          |
| Výhra    | 4–1     | Jérôme Le Banner           | Na body (jednomyslně)        | Dynamite!! 2010                                        | 31. prosinec 2010 | 3    | 5:00 | Saitama, Japonsko                                 |                                                  |
| Výhra    | 3–1     | Katsuyori Shibata          | Donucení (kimura)            | K-1 World MAX 2010 World Championship Tournament Final | 8. listopad 2010  | 1    | 3:30 | Tokio, Japonsko                                   |                                                  |
| Výhra    | 2–1     | Ikuhisa Minowa             | Na body (jednomyslně)        | Dream 16                                               | 25. září 2010     | 2    | 5:00 | Nagoja, Japonsko                                  |                                                  |
| Výhra    | 1–1     | Tafa Misipati              | Donucení (armbar)            | X-plosion: New Zealand vs. Japan                       | 15. květen 2010   | 1    | 2:42 | Auckland, Nový Zéland                             |                                                  |
| Prohra   | 0–1     | Hidehiko Yoshida           | Na body (jednomyslně)        | Dynamite!! The Power of Courage 2009                   | 31. prosinec 2009 | 3    | 5:00 | Saitama, Japonsko                                 |                                                  |